# Glypta dupla
Glypta dupla là một loài tò vò trong họ Ichneumonidae.